# Bộ Chỉ huy Bộ đội Biên phòng Tỉnh (Việt Nam)
Ban Chỉ huy Bộ đội Biên phòng Tỉnh sau sát nhập là một thành phần của Quân đội nhân dân Việt Nam tương đương cấp Sư đoàn, chịu sự quản lý toàn diện công tác biên phòng của Bộ Tư lệnh Bộ đội Biên phòng, có nhiệm vụ làm nòng cốt, chuyên trách quản lý, bảo vệ chủ quyền, toàn vẹn lãnh thổ, an ninh, trật tự biên giới quốc gia trên đất liền, các hải đảo, vùng biển và tại các cửa khẩu theo phạm vi nhiệm vụ do pháp luật quy định và là lực lượng thành viên trong các khu vực phòng thủ tỉnh, huyện biên giới.

## Nhiệm vụ
Bộ Chỉ huy Bộ đội Biên phòng Tỉnh có những nhiệm vụ sau:
- Tổ chức quản lý, bảo vệ chủ quyền, toàn vẹn lãnh thổ của Tổ quốc ở khu vực biên giới trên bộ và trên biển, bảo vệ an ninh biên giới quốc gia, bảo vệ lợi ích và tài nguyên quốc gia trên khu vực này, ngăn chặn mọi hành động xâm phạm và làm thay đổi đường biên giới quốc gia.
- Tổ chức kiểm tra thực hiện pháp luật về biên giới quốc gia trên bộ và trên biển thuộc chủ quyền của Nhà nước Việt Nam, kiểm soát việc xuất, nhập cảnh qua các cửa khẩu biên giới và các đường qua lại biên giới. Trên vùng biển, Bộ đội biên phòng làm nhiệm vụ biên phòng trong phạm vi ranh giới được Nhà nước phân công.
- Tổ chức thực hiện quan hệ phối hợp với các lực lượng biên phòng nước láng giềng để thi hành các điều ước quốc tế, các hiệp ước, hiệp định với từng nước láng giềng trong quan hệ biên giới; xây dựng biên giới hoà bình, hữu nghị, hợp tác, góp phần xây dựng quan hệ các nước láng giềng thân thiện và giữa nhân dân hai bên biên giới; đấu tranh ngăn chặn mọi hành động làm phương hại đến quan hệ biên giới giữa hai nước và xâm phạm chủ quyền, toàn vẹn lãnh thổ của Việt Nam.
- Đấu tranh chống âm mưu và hành động của các thế lực thù địch, các bọn phản cách mạng phá hoại biên giới quốc gia, giữ gìn vững chắc an ninh ở khu vực biên giới của Tổ quốc. Chiến đấu chống các bọn tội phạm có vũ trang, bọn thổ phỉ, hải phỉ, biệt kích phá rối an ninh, gây bạo loạn ở vùng biên giới.
- Trực tiếp và phối hợp với các lực lượng, các ngành có chức năng của Nhà nước đấu tranh chống bọn buôn lậu qua biên giới và các bọn tội phạm khác, bảo vệ lợi ích quốc gia và lợi ích của nhân dân, bảo vệ tài nguyên, môi trường sinh thái, giữ gìn trật tự an toàn xã hội trên khu vực biên giới.
- Liên hệ chặt chẽ với quần chúng, dựa vào quần chúng để thực hiện nhiệm vụ, đồng thời tuyên truyền vận động nhân dân vùng biên giới, tăng cường đoàn kết dân tộc, thực hiện các hủ trương và chương trình kinh tế, xã hội của Đảng và Nhà nước, tích cực xây dựng cơ sở chính trị, xây dựng nền biên phòng toàn dân và các thế trận an ninh nhân dân trên vùng biên giới.
- Phối hợp với các đơn vị vũ trang khác và nhân dân chiến đấu chống quân xâm lược gây xung đột vũ trang và tiến hành chiến tranh.

## Cơ chế quản lý chung
- Bộ chỉ huy Bộ đội biên phòng tỉnh, thành phố, hải đoàn biên phòng đặt dưới sự quản lý, chỉ huy trực tiếp của Tư lệnh Bộ đội biên phòng, chỉ đạo nghiệp vụ của các cơ quan chức năng thuộc Bộ Tư lệnh.
- Trong thực hiện nhiệm vụ phòng thủ, tác chiến trên địa bàn tỉnh, huyện biên giới, Bộ Chỉ huy Bộ đội biên phòng tỉnh, thành phố chịu sự chỉ huy của Bộ tư lệnh Quân khu và Chỉ huy trưởng Bộ chỉ huy Quân sự tỉnh, thành phố.
- Đồn biên phòng, Hải đội biên phòng, đơn vị cơ động, Ban chỉ huy biên phòng cửa khẩu cảng đặt dưới sự quản lý, chỉ huy trực tiếp của Chỉ huy trưởng Bộ chỉ huy Bộ đội biên phòng tỉnh, thành phố.
- Trong thực hiện nhiệm vụ phòng thủ, tác chiến Đồn biên phòng, Hải đội biên phòng, Ban chỉ huy biên phòng cửa khẩu cảng đặt dưới sự chỉ huy thống nhất của Chỉ huy trưởng Ban chỉ huy quân sự huyện.

## Tổ chức chung

### Bộ Chỉ huy
- Chỉ huy trưởng: 01 người, Đại tá (nhóm 6), thường là Phó Bí thư Đảng ủy Bộ chỉ huy BĐBP tỉnh
- Chính ủy: 01 người, Đại tá (nhóm 6), thường là Bí thư Đảng ủy Bộ chỉ huy BĐBP tỉnh
- Phó Chỉ huy trưởng kiêm Tham mưu trưởng: 01 người, Đại tá (nhóm 7), thường là Ủy viên Thường vụ Đảng ủy Bộ chỉ huy BĐBP tỉnh
- Phó Chỉ huy trưởng: 02 người, Đại tá (nhóm 7), thường là Ủy viên Thường vụ Đảng ủy Bộ chỉ huy BĐBP tỉnh
- Phó Chính ủy: 01 người, Đại tá (nhóm 7), thường là Ủy viên Thường vụ Đảng ủy Bộ chỉ huy BĐBP tỉnh

### Khối Cơ quan
- Phòng Tham mưu:

- Tham mưu trưởng (Phó Chỉ huy trưởng kiêm) - Đại tá, các Phó Tham mưu trưởng và Trợ lý thanh tra quốc phòng- Thượng tá
- Phòng Tham mưu có các ban, đội, trợ lý trực thuộc.
- Phòng Chính trị

- Chủ nhiệm Chính trị - Đại tá, các Phó Chủ nhiệm chính trị và Phó Chủ nhiệm Uỷ ban kiểm tra Đảng ủy - Thượng tá
- Phòng Chính trị có các ban, đội, trợ lý trực thuộc.
- Phòng Trinh sát

- Trưởng phòng - Đại tá, Phó trưởng phòng - Thượng tá
- Phòng Trinh sát có các trợ lý, đội trực thuộc.
- Phòng Phòng chống ma túy và tội phạm:

- Trưởng phòng - Đại tá, các Phó trưởng phòng - Thượng tá
- Phòng Phòng chống ma túy và tội phạm có các ban, đội, trợ lý trực thuộc.
- Phòng Hậu cần - Kỹ thuật

- Chủ nhiệm - Thượng tá
- Phòng Hậu cần - Kỹ thuật có các ban, đội, trợ lý trực thuộc.
- Văn phòng

Chánh Văn phòng - Thượng tá
- Ban Tài chính

### Khối đơn vị
- Các Đồn Biên phòng
- Hải đội Biên phòng
- Tiểu đoàn (Đại đội) Huấn luyện-Cơ động
- Tính chung quân số Bộ đội Biên phòng mỗi tỉnh, thành phố không cố định. Bộ đội Biên phòng tỉnh Ninh Bình có quy mô nhỏ nhất (khoảng 300 chiến sĩ), Bộ đội Biên phòng tỉnh Nghệ An có quy mô lớn nhất (gần 2.500 chiến sĩ), các tỉnh, thành phố khác hầu hết phổ biến ở mức 1.000 - 1.500 chiến sĩ

## Bộ Chỉ huy Bộ đội Biên phòng các tỉnh trực thuộc Bộ Tư lệnh Bộ đội Biên phòng
| STT | Chỉ huy trưởng    | Chính ủy               | Tỉnh, thành phố       |
| --- | ----------------- | ---------------------- | --------------------- |
| 01  | Trần Thanh Đức    | Đỗ Vĩnh Thăng          | Thành phố Hồ Chí Minh |
| 02  | Đoàn Văn Rỹ       | Phạm Hồng Phong        | Thành phố Hải Phòng   |
| 03  | Trần Công Thành   | Đỗ Văn Đông            | Thành phố Đà Nẵng     |
| 04  | Trương Minh Đức   | Nguyễn Văn Hưng        | Lai Châu              |
| 05  | Nguyễn Phi Khanh  | Đại tá Trần Quang Tùng | Lào Cai               |
| 06  | Đào Quốc Thạo     | Nguyễn Xuân Thanh      | Lạng Sơn              |
| 07  | Đinh Đức Hùng     | Đặng Hồng Quân         | Cao Bằng              |
| 08  | Hoàng Ngọc Định   | Đào Hồng Hà            | Hà Giang              |
| 09  | Nguyễn Đình Huân  | Phạm Tùng Lâm          | Sơn La                |
| 10  | Phan Văn Hóa      | Nhâm Văn Mạnh          | Điện Biên             |
| 11  | Nguyễn Quang Hòa  | Vũ Văn Hưng            | Quảng Ninh            |
| 12  | Tống Thanh Sơn    | Vũ Kim Tấn             | Thái Bình             |
| 13  | Phạm Văn Hóa      | Nguyễn Quốc Hiếu       | Nam Định              |
| 14  | Lê Hà An          | Nguyễn Quốc Việt       | Ninh Bình             |
| 15  | Đỗ Ngọc Vĩnh      | Hoàng Văn Hùng         | Thanh Hóa             |
| 16  | Nguyễn Công Lực   | Trần Quang Trung       | Nghệ An               |
| 17  | Bùi Hồng Thanh    | Nguyễn Thái Bình       | Hà Tĩnh               |
| 18  | Trịnh Thanh Bình  | Lê Văn Tiến            | Quảng Bình            |
| 19  | Nguyễn Bá Duyệt   | Đinh Xuân Hùng         | Quảng Trị             |
| 20  | Hoàng Minh Hùng   | Cà Văn Lập             | Thừa Thiên – Huế      |
| 21  | Trần Tiến Hiền    | Hoàng Văn Mẫn          | Quảng Nam             |
| 22  | Trần Tuấn Anh     | Nguyễn Văn Đạt         | Quảng Ngãi            |
| 23  | Nguyễn Văn Lĩnh   | Phan Trường Sơn        | Bình Định             |
| 24  | Nguyễn Xuân Thắng | Nguyễn Ngọc Minh       | Phú Yên               |
| 25  | Phan Thăng Long   | Nguyễn Doãn Hòa        | Khánh Hòa             |
| 26  | Trịnh Văn Nam     | Ngô Văn Lãng           | Ninh Thuận            |
| 27  | Chu Văn Tấn       | Trần Việt Hưng         | Bình Thuận            |
| 28  | Trần Tiến Hải     | Rơ Mah Tuân            | Gia Lai               |
| 29  | Lê Quốc Việt      | Lê Minh Chính          | Kon Tum               |
| 30  | Đào Viết Hùng     | Đỗ Quang Thấm          | Đắk Lắk               |
| 31  | Nguyễn Thành Đính | Nguyễn Trung Kiên      | Đắk Nông              |
| 32  | Nguyễn Anh Đức    | Phạm Văn Đảng          | Bình Phước            |
| 33  | Lê Văn Vỹ         | Phạm Đình Triệu        | Tây Ninh              |
| 34  | Đặng Cao Đạt      | Đào Xuân Ánh           | Bà Rịa – Vũng Tàu     |
| 35  | Đàm Quang Ngoạt   | Dương Văn Dược         | Long An               |
| 36  | Nguyễn Văn Tuân   | Võ Văn Ngon            | Bến Tre               |
| 37  | Nguyễn Thanh Hòa  | Nguyễn Văn Minh        | Đồng Tháp             |
| 38  | Trương Thành Tiến | Bùi Văn Vũ             | Tiền Giang            |
| 39  | Trần Quốc Khánh   | Nguyễn Văn Hiệp        | An Giang              |
| 40  | Phạm Văn Thắng    | Huỳnh Văn Đông         | Kiên Giang            |
| 41  | Nguyễn Đức Minh   | Đỗ Hữu Lộc             | Trà Vinh              |
| 42  | Phạm Lê Xuân Bình | Nguyễn Trìu Mến        | Sóc Trăng             |
| 43  | Hà Văn Thanh      | Nguyễn Ngọc Huệ        | Bạc Liêu              |
| 44  | Phạm Anh Chương   | Phạm Minh Giang        | Cà Mau                |